# 劳雷工业公司
劳雷工业公司（英語：Laurel Technologies）是一家总部位于中国北京的仪器系统技术公司，主要从事海洋科学调查与地球物理勘探仪器系统方面的代理销售，在硅谷、香港、北京、上海、成都、青岛设有销售或维修机构。
劳雷工业公司由海洋技术和地球探测技术专家、电影制片人方励于1991年在美国圣何塞创立。

## 搜寻救援工作
劳雷工业公司多次义务参与了失踪物体、人员的搜救工作，如：
- 2002年5月，辽宁大连大连港，五七空难的黑匣子打捞[3]

- 2013年9月，沈阳法库县财湖，搜寻坠机身亡的美飞行员遗体[4]

- 2017年1月，四川眉山江口沉银遗址，勘探沉银[5]

- 2017年9月，河北潘家口水库，搜寻两名失踪的潜水员遗体[6]

## 外部連結
- 劳雷工业公司主页 （页面存档备份，存于）